# 劉俊卿 (籃球教練)

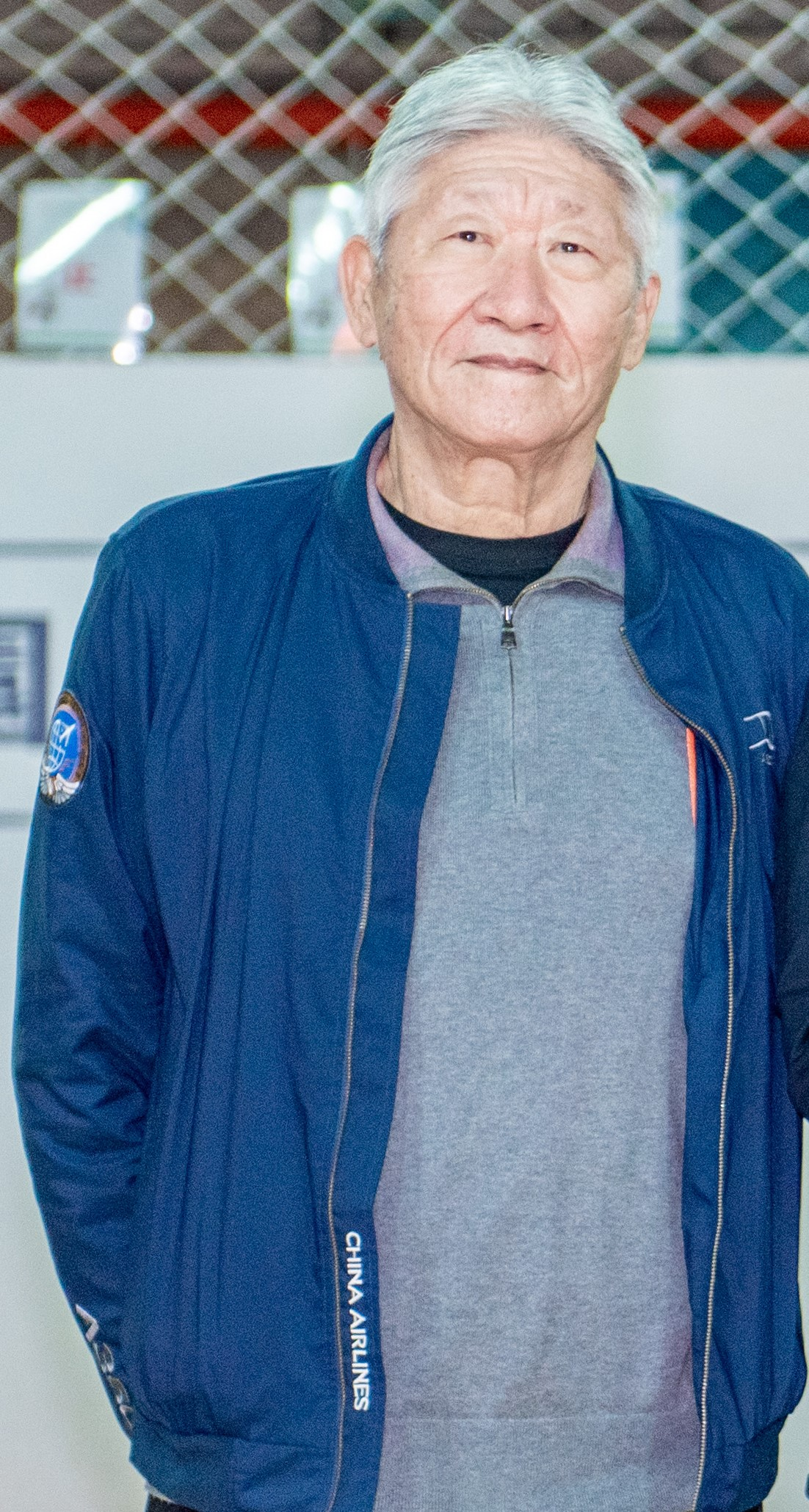

劉俊卿（1945年2月19日—），男，山东胶州人，臺灣籃球教練、前運動員。

## 生平
劉俊卿生於山東胶州市，5歲時移民臺灣，畢業於臺灣省立體育專科學校，效力過飛駝籃球隊、公賣金龍，為中華男籃國手，曾在公賣金龍、六福村籃球隊、雲絲頓籃球隊、麥當勞籃球隊、達欣虎、新浪獅、幼敏電銷等隊擔任教練，也曾執掌中華男籃兵符。

## 外部連結
- 劉俊卿在fiba.basketball（英语）